# Poly Cultural Plaza
Le Poly Cultural Plaza est un gratte-ciel de 211,8 mètres construit en 2012 à Wuhan en Chine. 